# 雄別炭礦
雄別炭礦株式会社（ゆうべつたんこう）は、大正から昭和にかけて北海道に存在した炭鉱経営会社である。1970年に解散。
釧路市（旧阿寒町）の雄別炭鉱の採炭と自社鉄道による運炭を主体に、釧路炭田の尺別炭鉱及び浦幌炭鉱、上茶路炭鉱の外、空知炭田の茂尻炭鉱を経営した。三菱鉱業（現・三菱マテリアル）系列。

## 歴史
1919年（大正8年）設立。1960年代のエネルギー転換政策（エネルギー革命）により各炭鉱の採算が悪化して行く中、採炭坑区を絞り、最新の設備を投入するなど、いわゆるスクラップアンドビルドを行って会社再建を図っていた矢先、シールド採炭法などの最先端の技術を導入した茂尻炭鉱（赤平市）で大規模なガス爆発事故が発生し、事故対応によって急速に資金繰りが悪化したため、全炭鉱を閉山して1970年（昭和45年）に会社を解散した。
資金繰りが原因による突然の戦後最大の大手炭鉱会社の解散であったため、地元自治体は築1年も経過していない公立学校の校舎や公民館などの放棄を余儀なくされた。雄別鉱業所が置かれ15000人程度の人口があった阿寒町雄別地区では、雄別炭鉱閉山と共に残務整理業務に携わる社員以外の住民がすべて姿を消し、企業・商店は廃業か阿寒町中心街や釧路市への移転を強いられた。役所、警察、郵便局、病院、映画館、小・中学校、寺院、神社などの施設は数か月のうちに閉鎖され、閉山後の数年で無人地帯と化した。音別町尺別地区でも住民の集団移転を行い、新尺別の町営住宅などの各種施設を放棄して役場職員の解雇を実施した。また地元住民の住む住宅の多くは雄別炭礦の所有だったため、解散後一方的に解体されるなどして生活の場を失うなど、地域住民の生活が大混乱に陥った。
1972年（昭和47年） 3月1日に雄別炭鉱を記念する阿寒町郷土資料館が雄別鉄道阿寒駅跡に開館したほか、1988年（昭和63年）6月25日に丹頂の里に移設された｢炭鉱と鉄道館 雄鶴｣には当炭礦の資料が展示されると共に、裏手に雄別鉄道の蒸気機関車が静態保存されている。

## 年表
- 1917年（大正6年） - 雄別地区に炭鉱15鉱区が開かれ、芝義太郎、内田良平、三井鉱山の3者が試掘。
- 1919年（大正8年）12月7日 - 芝義太郎、資本金300万円にて北海炭礦鉄道株式会社設立[2]。雄別炭鉱15鉱区全買収。
- 1920年（大正9年） - 雄別鉄道敷設開始。
- 1923年（大正12年） 1月17日 - 北海炭礦鉄道（後の雄別鉄道）が一般旅客と貨物の営業を開始[2]。
- 1924年（大正13年）
  - 3月17日 - 第一次世界大戦後の不況により経営危機に陥り、三菱鉱業へ株式売却、経営権を譲る。
  - 4月2日 - 雄別炭礦鉄道株式会社に社名変更[2]。
- 1928年（昭和3年）10月 - 電力を導入し、採炭設備の機械化と炭鉱住宅街の電化を実施[2]。
- 1928年（昭和3年）10月 - 尺別炭鉱を買収し、株式会社尺別礦業所とする[2]。
- 1933年（昭和8年）2月1日 - 大祥内坑でガス爆発事故が発生し、5人が死亡[2]。
- 1935年（昭和10年）
  - 2月 - 雄別炭砿診療所を開設[2]。
  - 7月10日 - 茂尻炭鉱を買収。
  - 11月1日 - 茂尻炭鉱で死者95名を出すガス爆発事故発生[2]。
- 1936年（昭和11年）10月19日 - 浦幌炭砿を買収し、尺別鉱業所浦幌坑とする[2]。
- 1942年（昭和17年）11月3日 - 尺別専用鉄道開業、運輸開始。
- 1944年（昭和19年）8月 - 尺別及び浦幌炭鉱一時休山。
- 1945年（昭和20年）11月30日 - 茂尻炭鉱労働組合結成。
- 1946年（昭和21年）
  - 1月 - 尺別炭鉱労働組合結成。
  - 5月 - 尺別炭鉱再開。
  - 12月23日 - 過度経済力集中排除法により三菱鉱業から分離独立。
- 1947年（昭和22年）
  - 4月 - 浦幌炭鉱再開。
  - 9月6日 - 雄別炭鉱労働組合結成。
- 1950年（昭和25年）10月17日 - レッドパージ通告。
- 1952年（昭和27年）10月13日 - 全国一斉に炭鉱労組による63日間にわたる賃上げストライキが始まる。
- 1954年（昭和29年）10月28日 - 浦幌炭鉱閉山決定。
- 1955年（昭和30年）11月1日 - 茂尻炭鉱で死者60名負傷者17名を出すガス爆発事故発生[2]。
- 1956年（昭和31年）3月14日 - 全社労組に対しロックアウト通告。
- 1958年（昭和33年）12月15日 - ロックアウト実施。
- 1959年（昭和34年）
  - 5月 - 再建合理化計画発表。
  - 6月1日 - 雄別炭礦株式会社に社名変更。
  - 9月1日 - 鉄道部門を雄別鉄道株式会社として分離独立[2]。
- 1962年（昭和37年）1月1日 - 尺別専用鉄道を地方鉄道の尺別鉄道に変更し、営業開始[3]。
- 1964年（昭和39年）4月20日 - 上茶路炭鉱開坑[2]。
- 1966年（昭和41年）3月19日 - 尺別鉱業所のベルト斜坑が完成[2]。
- 1967年（昭和42年）6月30日 - 落盤事故で6人が死亡[2]。
- 1968年（昭和43年）5月9日 - 崩落事故で4人が死亡[2]。
- 1969年（昭和44年）
  - 4月2日 - 茂尻炭鉱で死者19名負傷者24名を出すガス爆発事故発生。
  - 5月30日 - 茂尻炭鉱閉山。
- 1970年（昭和45年）
  - 2月5日 - 雄別鉄道株式会社を吸収合併。
  - 2月27日 - 雄別、尺別、上茶路各炭鉱閉山[2]。
  - 4月15日 - 雄別鉄道 21時19分雄別炭山着、尺別鉄道 最終便新尺別着[4]、をもって最終運転。
  - 4月16日 - 雄別、尺別各地方鉄道運輸事業廃業[2]。
  - 4月24日 - 会社解散。
- 1972年（昭和47年） 3月1日 - 雄別鉄道阿寒駅跡地に雄別炭礦を記念する阿寒町郷土資料館が開館[2]。
- 1988年（昭和63年）6月25日 - 当炭礦の資料が展示される｢炭鉱と鉄道館 雄鶴｣が丹頂の里に移設[2]。同館の裏手に雄別鉄道のSLが保存されている[2]。